# Hieracium inuliflorum
Hieracium inuliflorum es una especie de planta con flor del género Hieracium, de la familia Asteraceae, orden Asterales.

## Distribución
Hieracium inuliflorum se distribuye por España y Francia.

## Taxonomía
Fue descrita científicamente por Arv.-Touv. & Gaut.
Tratamiento taxonómico
La especie aparece registrada y publicada en Bull. Soc. Bot. France 51(Sess. Extraord.).